# Copa del Rey 1924
Die Copa del Rey 1924 war die 22. Austragung des spanischen Fußballpokals.
Der Wettbewerb startete am 23. März und endete mit dem Finale am 4. Mai 1924 im Estadio de Atocha in San Sebastián. Titelverteidiger des Pokalwettbewerbes war Athletic Bilbao. Den Titel gewann Real Unión durch einen 1:0-Erfolg im Finale gegen Real Madrid.

## Teilnehmer
| Regionalbewerb         | Verein              |
| ---------------------- | ------------------- |
| Aragonien              | Stadium de Zaragoza |
| Asturien               | Sporting Gijón      |
| Bizkaia                | Athletic Bilbao     |
| Galicien               | Celta Vigo          |
| Gipuzkoa               | Real Unión          |
| Kantabrien             | Racing Santander    |
| Campionat de Catalunya | FC Barcelona        |
| Levante                | Natación Alicante   |
| Campeonato Centro      | Real Madrid         |
| Region Süden           | FC Sevilla          |

Konnten die im Viertel- bzw. Halbfinale aufeinandertreffenden Mannschaften jeweils eines der Spiele gewinnen, wurde noch nicht das Torverhältnis zur Bestimmung des Siegers herangezogen, sondern ein Entscheidungsspiel ausgetragen.

## Vorrunde
Die Hinspiele wurden am 23. März, die Rückspiele am 30. März 1924 ausgetragen.
|                |  |                     | Hinspiel | Rückspiel |
| -------------- |  | ------------------- | -------- | --------- |
| FC Barcelona   |  | Stadium de Zaragoza | 8:1      | 9:0       |
| Sporting Gijón |  | Racing Santander    | 7:0      | 3:2       |

## Viertelfinale
Die Hinspiele wurden am 23. März und 6. April, die Rückspiele am 30. März und 13. April 1924 ausgetragen.
|              |  |                   | Hinspiel | Rückspiel |
| ------------ |  | ----------------- | -------- | --------- |
| Real Madrid  |  | Natación Alicante | 4:0      | 3:2       |
| FC Sevilla   |  | Real Unión        | 1:1      | 0:2       |
| Celta Vigo   |  | Athletic Bilbao   | 1:1      | 1:6       |
| FC Barcelona |  | Sporting Gijón    | 2:0      | 0:2       |

### Entscheidungsspiele
|              | Ergebnis |                |
| ------------ | -------- | -------------- |
| FC Barcelona | 13:1 1   | Sporting Gijón |

## Halbfinale
Die Hinspiele wurden am 6. und 20. April, die Rückspiele am 13. und 27. April 1924 ausgetragen.
|                 |  |              | Hinspiel | Rückspiel |
| --------------- |  | ------------ | -------- | --------- |
| Athletic Bilbao |  | Real Madrid  | 3:1      | 0:3       |
| Real Unión      |  | FC Barcelona | 1:0      | 0:2       |

### Entscheidungsspiele
|                 | Ergebnis |              |
| --------------- | -------- | ------------ |
| Athletic Bilbao | 1 0:1 1  | Real Madrid  |
| Real Unión      | 2 6:1 2  | FC Barcelona |

## Finale
| Real Unión                                       | Real Unión | Real Madrid | Real Madrid |
| ------------------------------------------------ | --- | --- | ----------- |
| Real Unión                                       | \| 4. Mai 1924 in San Sebastián (Estadio de Atocha) \| \| Ergebnis: 1:0 (0:0) \| \| Schiedsrichter: Fermín Sánchez \| | \| 4. Mai 1924 in San Sebastián (Estadio de Atocha) \| \| Ergebnis: 1:0 (0:0) \| \| Schiedsrichter: Fermín Sánchez \| | Real Madrid |
| Real Unión                                       | Antonio Emery – Manuel Anatol, Ignacio Berges – Francisco Gamborena, René Petit , Ramón Eguiazábal – José Echeveste, Joaquín Vázquez, Juan Errazquin, Matías Aranzábal, Ramón Azurza Cheftrainer: Steve Bloomer ( England) | Cándido Martínez – Félix Quesada, Perico Escobal – Juan Pablo Barrero, Adolfo Mengotti, Ernesto Mejía – José María Muñagorri, Manuel Fernández Valderrama, Juan Monjardín , Félix Pérez, Jerónimo Víctor del Campo Cheftrainer: Juanito Cárcer | Real Madrid |
| Real Unión                                       | 1:0 José Echeveste (58.) | | Real Madrid |
| 4. Mai 1924 in San Sebastián (Estadio de Atocha) | | |             |
| Ergebnis: 1:0 (0:0)                              | | |             |
| Schiedsrichter: Fermín Sánchez                   | | |             |